# Dolni Tsjiflik (gemeente)
Dolni Tsjiflik of Dolni Chiflik (Bulgaars: Долни чифлик) is een gemeente in de Bulgaarse provincie Varna. De naam is afkomstig uit het Turkse woord Aşağı Çiftlik en betekent letterlijk vertaald ’laaggelegen boerderij’. De hoofdplaats is de gelijknamige stad Dolni Tsjiflik. Op 31 december 2018 telt de gemeente Dolni Tsjiflik 18.492 inwoners, waarvan 6.378 inwoners in de stad Dolni Tsjiflik en 12.114 in zestien verschillende dorpen en gehuchten op het platteland. 

## Geografie
De gemeente ligt in het zuidoostelijke deel van de oblast  Varna en heeft een oppervlakte van 489 km². De gemeente grenst in het westen aan de gemeente Dalgopol; in het noordwesten aan de gemeente Provadia; in het noorden aan de gemeente Avren; in het oosten de Zwarte Zee; in het zuidoosten aan de gemeente  Bjala; in het zuiden aan de gemeenten Nesebar, Pomorie en Roejen. 

## Plaatsen

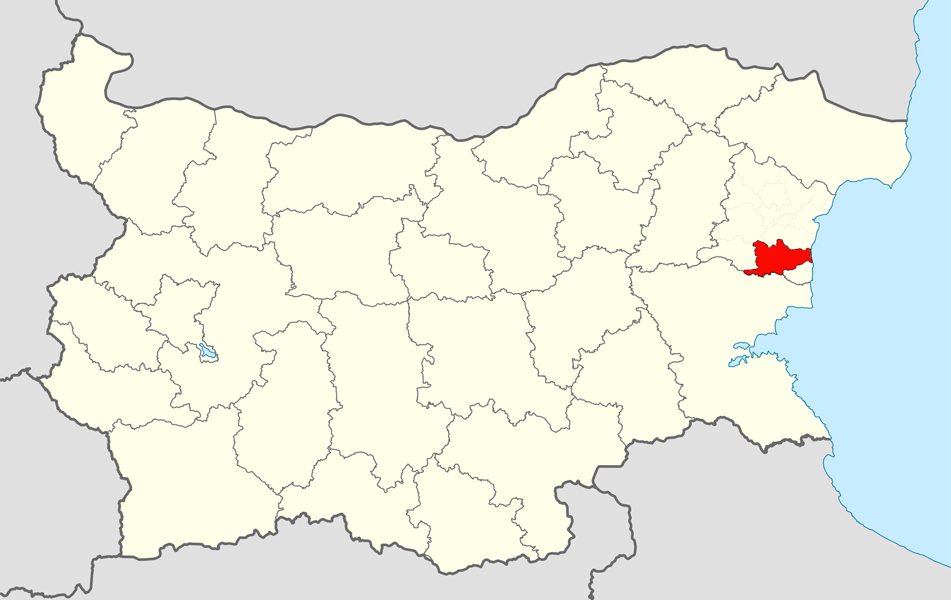
Locatie van Dolni Tsjiflik in Bulgarije

- Sjkorpilovtsi - 789